# سنوایر کرینیون
سنوایر کرینیون (به انگلیسی: Llanfair Caereinion) یک شهرک در ولز است که در پویس واقع شده‌است. سنوایر کرینیون ۱٬۸۱۰ نفر جمعیت دارد.